# Duck River (Tennessee)
Der Duck River ist mit einer Gesamtlänge von mehr als 370 Kilometern der längste Fluss, der vollständig im US-Bundesstaat Tennessee verläuft, und sorgt für die Bewässerung eines beträchtlichen Teils von Middle Tennessee, dem zentralen Teil des Bundesstaates.
Die Quelle des Duck liegt in einer Hügellandschaft nahe den sogenannten „Barrens“, einem Gebiet in Middle Tennessee, das schon von den ersten europäischen Siedlern entwaldet vorgefunden wurde. Er fließt durch die Stadt Manchester, den Verwaltungssitz (County Seat) von Coffee County, und wird dann in einer landschaftlich reizvollen Situation im „Old Stone Fort State Park“ von einem seiner Hauptnebenflüsse, dem Little Duck River, gespeist.
Weitere größere Städte am Duck River sind Shelbyville, Columbia und Centerville. Oberhalb von Shelbyville wird der Fluss vom Normandy Dam gestaut, der in den 1970er Jahren von der Tennessee Valley Authority (TVA) errichtet wurde. Die Stauanlage wurde allerdings nicht wie frühere Projekte der TVA in Middle Tennessee für die Stromerzeugung errichtet, sondern diente nur zur Hochwasserkontrolle und als Erholungsgebiet. Er ist nach dem nahe gelegenen Weiler Normandy benannt. Der Stausee bedeckt eine Fläche von mehr als 20 Quadratkilometern ehemaligen Ackerbodens. Weiter flussabwärts dienen Deiche und Schleusen zum Schutz Shelbyvilles vor Hochwassern des Duck. Eine im Stadtinneren von der Tennessee Electric Power Company (TEPCO) errichtete Stauanlage zeugt noch von den Anfängen der Elektrizitätsversorgung des Gebietes, bevor die TVA eingerichtet wurde.
Weiter flussabwärts, in Maury County, durchquert der Duck das Yanahli Wildlife Preserve, das auf einem ursprünglich für einen weiteren TVA-Stausee vorgesehenen Gebiet eingerichtet wurde. Der Bau des dort geplanten Columbia Dam wurde jedoch eingestellt, als man entdeckte, dass in diesem Abschnitt des Duck eine gefährdete Süßwassermuschelart vorkommt, und Studien zeigten, dass die Kosten des Projektes seinen Nutzen weit überstiegen. Nach einem jahrelangen Rechtsstreit wurde der schon zum großen Teil fertiggestellte Staudamm abgerissen. Der Verlust des Projektes betrug nahezu 80 Millionen Dollar an öffentlichen Geldern. Unterhalb dieses unvollendeten Staudamms befindet sich ein weiterer ehemaliger TEPCO-Damm, ähnlich dem in Shelbyville. Bemühungen, an diesem Damm die Stromerzeugung wiederaufzunehmen, waren trotz Unterstützung durch private Gelder bisher nicht erfolgreich (Stand 2005). Columbia, mit knapp 40.000 Einwohnern bei weitem die größte Stadt am Duck River, ist zu Hochwasserzeiten regelmäßig von Überflutungen betroffen, denen besonders die ärmeren Viertel im Stadtinneren ausgesetzt sind.
Zwischen Columbia und Centerville durchfließt der Duck die Western Highlands, wo er vom Piney River und anderen Nebenflüssen gespeist wird. Die Innenstadt von Centerville liegt wesentlich höher als die Ufer des Duck, an denen früher Maisfelder lagen. Mit der zunehmenden Entwicklung Centervilles zu einem Außenbezirk Nashvilles wurden diese Felder durch Fußballplätze ersetzt. Hinter Centerville wird die Gegend um den Duck wieder ländlicher. Im südlichen Humphreys County vereinigt sich der Duck mit seinem größten Nebenfluss, dem Buffalo River, bevor er selbst nur wenige Kilometer weiter in den Tennessee River mündet. Die Mündung ist Teil des Naturschutzgebietes Tennessee National Wildlife Refuge.